# Gelatoporia
Gelatoporia is een monotypisch geslacht van schimmels behorend tot de familie Meruliaceae. Het bevat alleen Gelatoporia griseoincarnata.